# Кищак Степан Іванович
Степан Іванович Кища́к (нар. 12 січня 1928, Балутянка — пом. 19 травня 2017) — український майстер різьблення по дереву і педагог; член Спілки радянських художників України з 1962 року. Син різьбяра Івана Кищака, брат різьбяр Василя Кищака, чоловік майстрині писанкарства Терези Кищак, батько майстрині декоративно-ужиткового мистецтва Ольги Кищак-Федоро.

## Біографія
Народився 12 січня 1928 року в селі Батулянці (нині Коросненський повіт Підкарпатського воєводства, Польща). Закінчивши початкову школу у рідному селі, успішно здав вступні іспити до Української учительської семинарії в Криниці, де навчався протягом 1941—1944 років. Мистецтва різьби навчався у батька, брата та односельчан.
У серпні 1945 року був депортований до Тернопільської області, жив у селі Гутисько, а згодом у місті Бережанах, де у 1946 році екстерном закінчив педагогічну школу. Педагогічну діяльність почав викладачем англійської мови у місті Жовкві та методистом в Інституті вдосконалення вчителів у Станіславові. Тут зорганізував цех лемківської різьби імені Лесі Українки при Станіславівській обласній художній спілці, якої сам був членом та завідуючим цеху різьби по дереву. Незабаром переселився до Львова. У 1952 році заочно закінчив факультет іноземних мов Львівського університету за спеціальністю англійська філологія.
Протягом 1952—1988 викладав англійську мову на кафедрі іноземних мов Львівської політехніки; з 1998 року працював старшим викладачем на кафедрі мов та літератури Львівської національної академії мистецтв, з 2010 року — приват-доцентом англійської мови. Жив у Львові в будинку на вулиці Ранковій, № 16. У власній майстерні у Львові на вулиці Ранковій 2008 року відкрив Музей лемківського різьблення і писанок імені Богдана-Ігоря Антонича. Помер 19 травня 2017 року.

## Творчість
Працював в галузі різьби по дереву. Автор композицій і декоративних тарелей, палиць. Серед робіт:
скульптурні композиції
- «Жінка з яблуками» (1953; Національний музей українського народного декоративного мистецтва);
- «Цапики» (1956);
- «Гніздо яструба» (1957]);
- «Іванко та ведмідь» (1962);
- «Розмова Тараса Шевченка з чумаком» (1963; Шевченківський національний заповідник);
- «Боротьба лісова» (1965);
- «Карпатська ідилія» (1965);
- «Вепр» (1965);
- «Дикий кабан з кабанятами» (1965, варіант — 1978, Національний музей у Львові);
- «Цаплі» (1966);
- «Ведмідь-рибалка» (1968);
- «Хитрощі (Два лиси)» (1971);
- «Боротьба ведмедя з кабаном» (1971);
- «Свинарка» (1972);
- «Ведмідь» (1975);
- «Лісова казка» (1977);
- «Кінець Сталінської імперії» (1989);
- «Падіння Берлінського муру» (1989);
- «Боротьба лемків» (1997);

статуетки
- «Іванушка дурник» (1963);
- «Дика свиня» (1964);
- «Кабан» (1976, Музей етнографії та художнього промислу);
- «Буряківник» (1982);

декоративні тарелі
- «Соняшник» (1960);
- «Овальна» (1967);
- «Декоративна» (1967);
- «Кленове листя» (1969);
- «Орнаментальна» (1970; 1971);
- «Сосна» (1970);
- «Ведмідь» (1975).

Брав участь у республіканських виставках з 1954 року, зарубіжних — з 1956 року, зокрема у Польщі у 1956 році, Болгарїї у 1958 році, Всесвітній виставці у Монреалі у 1967 році. Персональні виставки відбулися у Львові у 1993—1997 роках.
Крім вище згаданих музеїв, роботи майстра зберігаються у Музеї лемківського різьблення і писанок імені Богдана-Ігоря Антонича, Берлінському історичному музеї, в музеях Польщі, Словаччини, Болгарії, США та у приватних збірках.

## Публікації
- «Никифор Дровняк — маловідомі сторінки з життя і творчості» / «Вісник Львівської академії мистецтв» (2002, випуск 13);
- Монографія «Корені лемківської різьби» з доповненням / Львів, «Свічадо», 2004;
- Маестро казки лісу. До дня народження відомого скульптора Григорія Пецуха / журнал «Лемківщина», США, 2005;
- З народною традицією Лемківщина безсмертна / Наше Слово. — Варшава. — 2005;
- Українська учительська семінарія в Криниці / Львів. — 2009;
- «Унікальні виставки лемківської різьби» / журнал «Лемківщина», США, 2010.

Автор низки статтей в Енциклопедії сучасної України.

## Відзнаки
- Почесна грамота товариства Лемківщини (18 жовтня 1998)[2];
- Почесна грамота Львівської обласної державної адміністрації (грудень 1999 року)[2];
- Грамота Львівської національної академії мистецтв (26 грудня 2001 року)[2].
- Почесна грамота Міністерства культури і мистецтв України (21 січня 2006 року)[2];
- Заслужений майстер народної творчості України (з 29 вересня 2006 року)[5];
- Орден «За заслуги» III ступеня (18 серпня 2009 року)[6];
- Почесна грамота об'єднання лемків Польщі[2];
- Грамота Президента України (за видатні досягнення у галузі різьби)[3].